# Wolfram Koch (Chemiker)
Wolfram Koch (* 18. Juli 1959 in Darmstadt) ist ein deutscher theoretischer Chemiker und Wissenschaftsmanager. Von 2002 bis 2024 war er Geschäftsführer der Gesellschaft Deutscher Chemiker.

## Leben
Wolfram Koch studierte in Darmstadt und an der TU Berlin Chemie. 1986 promovierte er an der TU bei Helmut Schwarz mit einer Arbeit über „Quantenchemische Untersuchungen doppelt geladener Kationen“. Als Postdoc ging er an das IBM Almaden Research Center in San José (Kalifornien) und wechselte später als Senior Scientist an das Institut für Supercomputing und Angewandte Mathematik des Wissenschaftlichen Zentrums der IBM Deutschland GmbH in Heidelberg. Im Jahr 1992 wurde er auf eine Professur für Theoretische Organische Chemie an die TU Berlin berufen, wo er mit 32 Jahren jüngster Professor war.
Ende 1998 wechselte er zur Geschäftsstelle der GDCh nach Frankfurt/Main, zunächst als Bereichsleiter Wissenschaft und Forschung, 2002 wurde er dann – als Nachfolger von Heindirk tom Dieck – Geschäftsführer der Gesellschaft Deutscher Chemiker e.V. und hatte diese Position bis zu seiner Verabschiedung in den Ruhestand im Jahr 2024 inne.
Koch hat rund 190 Publikationen in wissenschaftlichen Zeitschriften und ein Lehrbuch zur Dichtefunktionaltheorie verfasst.
Er ist verheiratet und hat zwei erwachsene Töchter.

## Veröffentlichungen (Auswahl)
- Wolfram Koch, Max C. Holthausen: A chemist's guide to density functional theory, 2. Auflage, Weinheim ; New York ; Chichester ; Brisbane ; Singapore ; Toronto : Wiley-VCH  2001, ISBN 3-527-30422-3.